# Eleições estaduais em Minas Gerais em 2014
As eleições estaduais em Minas Gerais em 2014 aconteceram em 5 de outubro como parte das eleições gerais no Distrito Federal e em 26 estados brasileiros. Foram eleitos o governador Fernando Pimentel, o vice-governador Antônio Andrade e o senador Antonio Anastasia, além de 53 deputados federais e 77 estaduais. Como o candidato mais votado a governador superou a metade mais um dos votos válidos, o pleito foi decidido em primeiro turno e conforme a Constituição a posse do governador e do vice-governador se daria em 1º de janeiro de 2015 para quatro anos de mandato.

## Resultado da eleição para governador
Segundo o Tribunal Superior Eleitoral houve 10.123.030 votos nominais (83,07%), 1.043.891 votos em branco (8,57%) e 1.019.261 votos nulos (8,36%) resultando no comparecimento de 12.186.182 eleitores.
O candidato André Alves do extinto Partido Humanista da Solidariedade (PHS), tinha renunciado a sua candidatura por falta de apoio e consenso da maioria dos filiados do próprio partido.
| Candidatos a governador do estado | Candidatos a vice-governador | Número | Coligação                                                                                                 | Votação   | Percentual |
| --------------------------------- | ---------------------------- | ------ | --- | --------- | ---------- |
| Fernando Pimentel PT              | Antônio Andrade PMDB         | 13     | Minas pra Você (PT, PMDB, PCdoB, PRB, PROS)                                                               | 5.362.870 | 52,98%     |
| Pimenta da Veiga PSDB             | Dinis Pinheiro PP            | 45     | Todos por Minas (PSDB, PP, PSD, PR, DEM, PDT, PTB, SD, PPS, PSC, PV, PMN, PSL, PTC, PTdoB, PEN, PHS, PRP) | 4.240.706 | 41,89%     |
| Tarcísio Delgado PSB              | Sílvia Reis PRTB             | 40     | Minas quer Mudança (PSB, PRTB, PPL)                                                                       | 395.039   | 3,90%      |
| Fidélis Alcântara PSOL            | Victoria Mello PSTU          | 50     | Frente de Esquerda Socialista (PSOL, PSTU)                                                                | 67.785    | 0,67%      |
| Túlio Lopes PCB                   | Roberto Auad PCB             | 21     | PCB (sem coligação)                                                                                       | 26.023    | 0,26%      |
| Eduardo Ferreira PSDC             | Raimundo Nonato PSDC         | 27     | PSDC (sem coligação)                                                                                      | 23.017    | 0,23%      |
| Cleide Donária PCO                | Fábio Cardoso de Andrade PCO | 29     | PCO (sem coligação)                                                                                       | 7.590     | 0,07%      |

| Partido | Partido | Candidato | Votos      | Votos (%) |
| ------- | ------- | --------- | ---------- | --------- |
|         | PT      | Pimentel  | 5 362 870  | 52,98%    |
|         | PSDB    | Veiga     | 4 240 706  | 41,89%    |
|         | PSB     | Delgado   | 395 039    | 3,9%      |
|         | PSOL    | Alcantara | 67 785     | 0,67%     |
|         | PCB     | Lopes     | 26 023     | 0,26%     |
|         | PSDC    | Ferreira  | 23 017     | 0,23%     |
|         | PCO     | Donária   | 7 590      | 0,07%     |
| Totais  | Totais  | Totais    | 10 123 030 |           |

## Resultado da eleição para senador
Segundo o Tribunal Superior Eleitoral houve 8.995.689 votos nominais (73,82%), 1.441.159 votos em branco (11,83%) e 1.749.334 votos nulos (14,36%) resultando no comparecimento de 12.186.182 eleitores.
| Candidatos a senador da República | Candidatos a suplente de senador                | Número | Coligação                                                                           | Votação   | Percentual |
| --------------------------------- | ----------------------------------------------- | ------ | ----------------------------------------------------------------------------------- | --------- | ---------- |
| Antonio Anastasia PSDB            | Alexandre Silveira PSD Lael Varela DEM          | 456    | Todos por Minas (PSDB, PP, PSD, PR, DEM, PDT, PTB, SD, PPS, PSC, PV, PMN, PSL, PTC) | 5.102.987 | 56,73%     |
| Josué Alencar PMDB                | Maria Inês Rodrigues PCdoB Sebastião Riera PMDB | 150    | Minas pra Você (PT, PMDB, PCdoB, PRB, PROS)                                         | 3.614.720 | 40,18%     |
| Margarida Vieira PSB              | Alexandro de Souza PPL Igor Versiani PSB        | 400    | Minas quer Mudança (PSB, PRTB, PPL)                                                 | 192.649   | 2,14%      |
| Geraldo Batata PSTU               | Andrea Carla Ferreira PSTU Erafim Moura PSTU    | 161    | Frente de Esquerda Socialista (PSOL, PSTU)                                          | 24.676    | 0,27%      |
| José Tarcísio dos Santos PSDC     | Adélcio Neves PSDC Roney Faria PSDC             | 270    | PSDC (sem coligação)                                                                | 21.785    | 0,24%      |
| Pablo Lima PCB                    | José Francisco Neres PCB Cledimárcio Kojak PCB  | 210    | PCB (sem coligação)                                                                 | 20.183    | 0,23%      |
| Edilson Nascimento PTdoB          | Juares Ferreira PTdoB Alexandre Santos PTdoB    | 700    | Mais Minas (PTdoB, PEN, PHS, PRP)                                                   | 11.300    | 0,13%      |
| Maria das Graças Vieira PCO       | Adilson Povão PCO Sérgio Rodrigues PCO          | 290    | PCO (sem coligação)                                                                 | 7.389     | 0,08%      |

## Deputados federais eleitos
São relacionados os candidatos eleitos com informações complementares da Câmara dos Deputados.

Representação eleita
  PT: 10
  PSDB: 7
  PMDB: 6
  PP: 5
  PSD: 3
  PSB: 3
  PR: 3
  DEM: 2
  PDT: 2
  PTB: 1
  PRB: 1
  PTdoB: 1
  SD: 1
  PSC: 1
  PHS: 1
  PV: 1
  PCdoB: 1
  PRP: 1
  PMN: 1
  PTN: 1
  PTC: 1

Fonteː
| Deputados federais eleitos | Partido | Votação | Percentual | Cidade onde nasceu       | Unidade federativa |
| Reginaldo Lopes            | PT      | 310.226 | 3,07%      | Bom Sucesso              | Minas Gerais       |
| Rodrigo de Castro          | PSDB    | 292.848 | 2,89%      | Viçosa                   | Minas Gerais       |
| Misael Varela              | DEM     | 258.363 | 2,55%      | Muriaé                   | Minas Gerais       |
| Odair Cunha                | PT      | 201.782 | 1,99%      | Piedade                  | São Paulo          |
| Gabriel Guimarães          | PT      | 200.014 | 1,98%      | Governador Valadares     | Minas Gerais       |
| Weliton Prado              | PT      | 186.098 | 1,84%      | Uberlândia               | Minas Gerais       |
| Odelmo Leão                | PP      | 179.652 | 1,78%      | Uberaba                  | Minas Gerais       |
| Eros Biondini              | PTB     | 179.073 | 1,77%      | Belo Horizonte           | Minas Gerais       |
| Jaime Martins Filho        | PSD     | 158.907 | 1,57%      | Nova Serrana             | Minas Gerais       |
| Toninho Pinheiro           | PP      | 148.239 | 1,47%      | Ibirité                  | Minas Gerais       |
| Patrus Ananias             | PT      | 147.175 | 1,45%      | Bocaiuva                 | Minas Gerais       |
| George Hilton              | PRB     | 146.792 | 1,45%      | Alagoinhas               | Bahia              |
| Stefano Aguiar             | PSB     | 144.153 | 1,42%      | Belo Horizonte           | Minas Gerais       |
| Domingos Sávio             | PSDB    | 143.901 | 1,42%      | São Tiago                | Minas Gerais       |
| Marcus Pestana             | PSDB    | 131.687 | 1,30%      | Juiz de Fora             | Minas Gerais       |
| Eduardo Barbosa            | PSDB    | 130.453 | 1,29%      | Pará de Minas            | Minas Gerais       |
| Mauro Lopes                | PMDB    | 129.795 | 1,28%      | Entre Folhas             | Minas Gerais       |
| Dimas Fabiano              | PP      | 129.096 | 1,28%      | Macaé                    | Rio de Janeiro     |
| Newton Cardoso Júnior      | PMDB    | 128.489 | 1,27%      | Belo Horizonte           | Minas Gerais       |
| Olavo Bilac Pinto Neto     | PR      | 123.377 | 1,22%      | Rio de Janeiro           | Rio de Janeiro     |
| Leonardo Quintão           | PMDB    | 118.470 | 1,17%      | Taguatinga               | Distrito Federal   |
| Luiz Fernando Faria        | PP      | 117.542 | 1,16%      | Santos Dumont            | Minas Gerais       |
| Marcos Montes              | PSD     | 116.175 | 1,15%      | Nova Serrana             | Minas Gerais       |
| Leonardo Monteiro          | PT      | 115.336 | 1,14%      | Governador Valadares     | Minas Gerais       |
| Luís Tibé                  | PTdoB   | 114.948 | 1,14%      | Belo Horizonte           | Minas Gerais       |
| Diego Andrade              | PSD     | 114.240 | 1,13%      | Belo Horizonte           | Minas Gerais       |
| João Carlos Siqueira       | PT      | 112.722 | 1,11%      | Urucânia                 | Minas Gerais       |
| Saraiva Felipe             | PMDB    | 111.317 | 1,10%      | Belo Horizonte           | Minas Gerais       |
| Zé Silva                   | SD      | 109.925 | 1,09%      | Iturama                  | Minas Gerais       |
| Renzo Braz                 | PP      | 109.510 | 1,08%      | Muriaé                   | Minas Gerais       |
| Carlos Melles              | DEM     | 107.906 | 1,07%      | São Sebastião do Paraíso | Minas Gerais       |
| Paulo Abi-Ackel            | PSDB    | 104.849 | 1,04%      | Belo Horizonte           | Minas Gerais       |
| Caio Narcio                | PSDB    | 101.040 | 1,00%      | Uberlândia               | Minas Gerais       |
| Lincoln Portela            | PR      | 98.834  | 0,98%      | Belo Horizonte           | Minas Gerais       |
| Raquel Muniz               | PSC     | 96.073  | 0,95%      | Montes Claros            | Minas Gerais       |
| Subtenente Gonzaga         | PDT     | 93.997  | 0,93%      | Manhuaçu                 | Minas Gerais       |
| Miguel Corrêa              | PT      | 93.450  | 0,92%      | Belo Horizonte           | Minas Gerais       |
| Rodrigo Pacheco            | PMDB    | 92.743  | 0,92%      | Porto Velho              | Rondônia           |
| Aelton Freitas             | PR      | 91.103  | 0,90%      | Iturama                  | Minas Gerais       |
| Mário Heringer             | PDT     | 90.738  | 0,90%      | Manhumirim               | Minas Gerais       |
| Marcelo Aro                | PHS     | 87.113  | 0,86%      | Belo Horizonte           | Minas Gerais       |
| Júlio Delgado              | PSB     | 86.245  | 0,85%      | Juiz de Fora             | Minas Gerais       |
| Bonifácio de Andrada       | PSDB    | 83.628  | 0,83%      | Barbacena                | Minas Gerais       |
| Fábio Ramalho              | PV      | 83.567  | 0,83%      | Brasília                 | Distrito Federal   |
| Margarida Salomão          | PT      | 78.973  | 0,78%      | Juiz de Fora             | Minas Gerais       |
| Laudivio Carvalho          | PMDB    | 78.762  | 0,78%      | Bocaiuva                 | Minas Gerais       |
| Jô Moraes                  | PCdoB   | 67.650  | 0,67%      | Cabedelo                 | Paraíba            |
| Tenente Lúcio              | PSB     | 67.459  | 0,67%      | Uberlândia               | Minas Gerais       |
| Marcelo Álvaro Antônio     | PRP     | 60.384  | 0,60%      | Belo Horizonte           | Minas Gerais       |
| Adelmo Carneiro Leão       | PT      | 57.921  | 0,57%      | Itapagipe                | Minas Gerais       |
| Dâmina Pereira             | PMN     | 52.679  | 0,52%      | Lavras                   | Minas Gerais       |
| Edson Moreira              | PTN     | 49.391  | 0,49%      | São Paulo                | São Paulo          |
| Brunny Gomes               | PTC     | 45.381  | 0,45%      | Governador Valadares     | Minas Gerais       |

## Deputados estaduais eleitos
Foram escolhidos 77 deputados estaduais para a Assembleia Legislativa de Minas Gerais.

Representação eleita
  PT: 10
  PMDB: 10
  PSDB: 9
  PDT: 4
  PSD: 4
  PTB: 4
  PV: 4
  PCdoB: 3
  PSB: 3
  PP: 3
  PPS: 3
  PTdoB: 3
  PTN: 3
  PR: 3
  DEM: 2
  PRB: 2
  PSC: 2
  PEN: 1
  PROS: 1
  PMN: 1
  PTC: 1
  PHS: 1

Fonteː
| Deputados estaduais eleitos | Partido | Votação | Percentual | Cidade onde nasceu   | Unidade federativa |
| Paulo Guedes                | PT      | 164.831 | 1,59%      | São João das Missões | Minas Gerais       |
| Mário Henrique              | PCdoB   | 130.593 | 1,26%      | Três Pontas          | Minas Gerais       |
| Leandro Genaro              | PSB     | 127.868 | 1,24%      | Contagem             | Minas Gerais       |
| Gil Pereira                 | PP      | 104.730 | 1,01%      | Montes Claros        | Minas Gerais       |
| Sargento Rodrigues          | PDT     | 98.841  | 0,96%      | Medeiros Neto        | Bahia              |
| Wilson Batista              | PSD     | 97.256  | 0,94%      | São João del-Rei     | Minas Gerais       |
| Dalmo Ribeiro               | PSDB    | 93.828  | 0,91%      | Ouro Fino            | Minas Gerais       |
| Braulio Braz                | PTB     | 93.686  | 0,91%      | Muriaé               | Minas Gerais       |
| Antônio Jorge               | PPS     | 93.034  | 0,90%      | São Paulo            | São Paulo          |
| Arlen Santiago              | PTB     | 92.508  | 0,89%      | Montes Claros        | Minas Gerais       |
| Antônio Carlos Arantes      | PSDB    | 90.939  | 0,88%      | Jacuí                | Minas Gerais       |
| Cássio Soares               | PSD     | 90.609  | 0,88%      | Passos               | Minas Gerais       |
| Tiago Ulisses               | PV      | 90.589  | 0,88%      | Belo Horizonte       | Minas Gerais       |
| Elismar Prado               | PT      | 86.515  | 0,84%      | Uberlândia           | Minas Gerais       |
| Neilando Pimenta            | PP      | 86.252  | 0,83%      | Teófilo Otoni        | Minas Gerais       |
| José Bonifácio Mourão       | PSDB    | 85.401  | 0,83%      | Sabinópolis          | Minas Gerais       |
| Ione Pinheiro               | DEM     | 81.956  | 0,79%      | Belo Horizonte       | Minas Gerais       |
| João Vitor da Itatiaia      | PSDB    | 81.156  | 0,78%      | Belo Horizonte       | Minas Gerais       |
| Hely Tarquínio              | PV      | 80.030  | 0,77%      | Uberaba              | Minas Gerais       |
| Alencar da Silveira Júnior  | PDT     | 79.389  | 0,77%      | Sete Lagoas          | Minas Gerais       |
| João Magalhães              | PMDB    | 79.375  | 0,77%      | Matipó               | Minas Gerais       |
| Marília Campos              | PT      | 78.801  | 0,76%      | Ouro Branco          | Minas Gerais       |
| Dilzon Melo                 | PTB     | 78.309  | 0,76%      | Capitólio            | Minas Gerais       |
| Durval Andrade              | PT      | 76.674  | 0,74%      | Baixo Guandu         | Espírito Santo     |
| Márcio Santiago             | PTB     | 76.551  | 0,74%      | Juiz de Fora         | Minas Gerais       |
| Duarte Bechir               | PSD     | 75.666  | 0,73%      | Cristais             | Minas Gerais       |
| Agostinho Patrus            | PV      | 74.232  | 0,72%      | Belo Horizonte       | Minas Gerais       |
| João Bosco                  | PTdoB   | 72.535  | 0,70%      | Araxá                | Minas Gerais       |
| Rogério Correia             | PT      | 72.413  | 0,70%      | Belo Horizonte       | Minas Gerais       |
| Fred Costa                  | PEN     | 70.823  | 0,68%      | Belo Horizonte       | Minas Gerais       |
| Gilberto Abramo             | PRB     | 70.653  | 0,68%      | Porto Ferreira       | São Paulo          |
| Ulysses Gomes               | PT      | 69.029  | 0,67%      | Itajubá              | Minas Gerais       |
| Wander Borges               | PSB     | 67.076  | 0,65%      | Sabará               | Minas Gerais       |
| Gustavo Valadares           | PSDB    | 67.023  | 0,65%      | Belo Horizonte       | Minas Gerais       |
| Emidinho Madeira            | PTdoB   | 66.018  | 0,64%      | Nova Resende         | Minas Gerais       |
| Fábio Cherem                | PSD     | 65.778  | 0,64%      | Lavras               | Minas Gerais       |
| Carlos Henrique             | PRB     | 65.769  | 0,64%      | Rio de Janeiro       | Rio de Janeiro     |
| Thiago Cota                 | PPS     | 65.745  | 0,64%      | Mariana              | Minas Gerais       |
| Luiz Humberto Carneiro      | PSDB    | 65.301  | 0,63%      | Uberlândia           | Minas Gerais       |
| Felipe Attiê                | PP      | 64.597  | 0,62%      | Uberlândia           | Minas Gerais       |
| João Leite                  | PSDB    | 63.623  | 0,61%      | Belo Horizonte       | Minas Gerais       |
| Fabiano Tolentino           | PPS     | 62.776  | 0,61%      | Belo Horizonte       | Minas Gerais       |
| Gustavo Corrêa              | DEM     | 60.384  | 0,58%      | São Paulo            | São Paulo          |
| Rosângela Reis              | PROS    | 58.725  | 0,57%      | Mesquita             | Minas Gerais       |
| Tito Torres                 | PSDB    | 58.670  | 0,57%      | João Monlevade       | Minas Gerais       |
| Sávio Souza Cruz            | PMDB    | 58.655  | 0,57%      | Belo Horizonte       | Minas Gerais       |
| Inácio Franco               | PV      | 58.620  | 0,57%      | Itaberaí             | Goiás              |
| Adalclever Lopes            | PMDB    | 58.180  | 0,56%      | Belo Horizonte       | Minas Gerais       |
| Lafayette de Andrada        | PSDB    | 58.088  | 0,56%      | Belo Horizonte       | Minas Gerais       |
| Celise Laviola              | PMDB    | 57.476  | 0,56%      | Belo Horizonte       | Minas Gerais       |
| Arlete Magalhães            | PTN     | 56.772  | 0,55%      | Belo Horizonte       | Minas Gerais       |
| Raimundo Nonato de Barcelos | PDT     | 55.590  | 0,54%      | Belo Horizonte       | Minas Gerais       |
| Douglas Melo da Musirama    | PSC     | 55.585  | 0,54%      | Sete Lagoas          | Minas Gerais       |
| Roberto Andrade             | PTN     | 54.925  | 0,53%      | Viçosa               | Minas Gerais       |
| Léo Portela                 | PR      | 54.602  | 0,53%      | Belo Horizonte       | Minas Gerais       |
| Ivair Nogueira              | PMDB    | 53.708  | 0,52%      | Betim                | Minas Gerais       |
| Glaycon Franco              | PTN     | 52.525  | 0,51%      | Conselheiro Lafaiete | Minas Gerais       |
| Jean Freire                 | PT      | 52.315  | 0,51%      | Pavão                | Minas Gerais       |
| Noraldino Junior            | PSC     | 51.871  | 0,50%      | Juiz de Fora         | Minas Gerais       |
| Isauro Calais               | PMN     | 51.569  | 0,50%      | Miraí                | Minas Gerais       |
| Paulo Lamac                 | PT      | 50.594  | 0,49%      | Belo Horizonte       | Minas Gerais       |
| Carlos Pimenta              | PDT     | 47.873  | 0,46%      | Belo Horizonte       | Minas Gerais       |
| Tadeu Martins Leite         | PMDB    | 47.535  | 0,46%      | Montes Claros        | Minas Gerais       |
| André Quintão               | PT      | 47.334  | 0,46%      | Belo Horizonte       | Minas Gerais       |
| Cristiano Silveira          | PT      | 46.730  | 0,45%      | São João del-Rei     | Minas Gerais       |
| Iran Barbosa                | PMDB    | 46.312  | 0,45%      | Belo Horizonte       | Minas Gerais       |
| Vanderlei Miranda           | PMDB    | 45.774  | 0,44%      | Sabinópolis          | Minas Gerais       |
| Ricardo Faria               | PCdoB   | 44.758  | 0,43%      | Contagem             | Minas Gerais       |
| Cabo Júlio                  | PMDB    | 44.367  | 0,43%      | Belo Horizonte       | Minas Gerais       |
| Arnaldo Silva               | PR      | 44.154  | 0,43%      | Frutal               | Minas Gerais       |
| Deiró Marra                 | PR      | 44.138  | 0,43%      | Patrocínio           | Minas Gerais       |
| Leonídio Bouças             | PMDB    | 43.301  | 0,42%      | Pompéu               | Minas Gerais       |
| Anselmo Domingos            | PTC     | 42.863  | 0,41%      | Campos Altos         | Minas Gerais       |
| Fábio Avelar                | PTdoB   | 40.909  | 0,40%      | Nova Serrana         | Minas Gerais       |
| Antônio Lerin               | PSB     | 36.916  | 0,36%      | Uberaba              | Minas Gerais       |
| José Célio de Alvarenga     | PCdoB   | 36.344  | 0,35%      | Timóteo              | Minas Gerais       |
| Dirceu Ribeiro              | PHS     | 25.394  | 0,25%      | Guidoval             | Minas Gerais       |